# Харан
Вижте пояснителната страница за други значения на Харан.
Харан или Кара (на акадски: Harrânu – „развилка“; на латински: Carrhae) е древен град в северното Междуречие, първо споменат в хетските документи от Багазкя, а след това в Стария завет и асирийски царски надписи. В настоящо време е административен център на района в турската провинция Шанлъурфа (вилает) в Югоизточна Турция.
Намира се близо до границата със Сирия. Жителите на града са 7370, а на околията 61 520 (края на декември 2008). Жителите са предимно араби.
Населен е от 3 хилядолетие пр.н.е. Акадското му име e Harrānu, за „пътуване“ и също за „керван“.
В Библията се казва, че Тара (Битие 11:31) се настанява с фамилията си в Харан, след като напуснал Ур и оттук Авраам след това тръгва за Ханаан. (Битие 12:4).
До Харан се намирало светилището на лунния бог Син.
От края на 18 век пр.н.е. в северна Месопотамия се настаняват хуритите от Загрос- и Тавър – планина. През 15 и 14 век пр.н.е. Харан е към царството Митани.
Към края на 14 век пр.н.е. Харан е разрушен от хетите на Шупилулиума I. След това е на асирийците. По времето на Ашур-убалит II (611 – 609 пр.н.е.) е столица на асирийците, a през 610 пр.н.е. е завладян от съюзените меди и вавилонци при Набопаласар.
През началото на юни 53 пр.н.е. на 30 km южно от Кара, днес Харан, в северната част на Месопотамия (днес в Турция) се провежда Битката при Кара между римляните и Партското царство.
От 744 до 750 г. Харан е столица на Омеядския халифат.
На 7 май 1104 г. се провежда Битката при Харан между селджуците и Антиохийското княжество.